# جيري مينزل
جيري مينزل (بالتشيكية: Jiří Menzel)‏ هو تربوي وكاتب وكاتب سيناريو ومخرج وممثل تشيكي، ولد في 23 فبراير 1938 ببراغ في التشيك. من الجوائز التي نالها الدب الذهبي سنة 1990 وجائزة الأوسكار لأفضل فيلم بلغة أجنبية عن عمل قطارات مراقبة عن قرب سنة 1967 ووسام الفنون والآداب الفرنسي وميدالية الاستحقاق التشيكية ‏.

## أعمال

### أفلام
- (1966) قطارات مراقبة عن قرب

## جوائز وترشيحات
جوائز
- الدب الذهبي (1990)
- جائزة الأوسكار لأفضل فيلم بلغة أجنبية، عن عمل: قطارات مراقبة عن قرب (1967)
- وسام الفنون والآداب الفرنسي
- ميدالية الاستحقاق التشيكية [الإنجليزية]‏

ترشيحات
- جائزة الأوسكار لأفضل فيلم بلغة أجنبية (1967)
- جائزة الأوسكار لأفضل فيلم بلغة أجنبية (1986)
- جائزة الأوسكار لأفضل فيلم بلغة أجنبية، عن عمل: قطارات مراقبة عن قرب (1986)
- جائزة البافتا لأفضل فيلم، عن عمل: قطارات مراقبة عن قرب (1969)
- جائزة نقابة المخرجين الأمريكيين لأبرز إنجاز إخراجي لفيلم [الإنجليزية]‏، عن عمل: قطارات مراقبة عن قرب (1968)
- جائزة الفيلم الأوروبي لأفضل فيلم أوروبي من اختيار الجمهور [الإنجليزية]‏ (2007)
- جائزة الجمعية الوطنية الأمريكية للنقاد السينمائيين لأفضل سيناريو [الإنجليزية]‏، عن عمل: قطارات مراقبة عن قرب (1967)

## وصلات خارجية
- جيري مينزل على موقع IMDb (الإنجليزية)
- جيري مينزل على موقع الموسوعة البريطانية (الإنجليزية)
- جيري مينزل على موقع مونزينجر (الألمانية)
- جيري مينزل على موقع ألو سيني (الفرنسية)
- جيري مينزل على موقع تيرنر كلاسيك موفيز (الإنجليزية)
- جيري مينزل على موقع أول موفي (الإنجليزية)
- جيري مينزل على موقع قاعدة بيانات الأفلام السويدية (السويدية)
- جيري مينزل على موقع ديسكوغز (الإنجليزية)
- جيري مينزل على موقع قاعدة بيانات الفيلم (الإنجليزية)
- جيري مينزل على موقع كينوبويسك (الروسية)